# Сабуа, Леон Рустамович
Леон Рустамович Сабуа (род. 1 сентября 2000, Гагра) — российский футболист, нападающий медийного клуба «Амкал».

## Биография
Воспитанник Детско-юношеской спортивной школы Гагры, где занимался с 2006 по 2012 годы. В 2012 году начал заниматься в академии клуба «Краснодар».
Дебютировал в ПФЛ за «Краснодар-2» 10 марта 2018 года в матче против клуба «Чайки» (0:1). Забил свой первый гол в профессиональной карьере в матче со «СКА-Ростов»(3:2). Дебютировал в ФНЛ за «Краснодар-2» 18 августа 2018 года в матче против «Луча» (1:0). В первенстве ФНЛ 2020/2021 забил 5 голов в 15 матчах. После чего дебютировал за основную команду в Российской премьер-лиге 24 октября 2020 года в домашнем матче против московского «Спартака», который Краснодар проиграл со счетом 1:3. На 57 минуте заменил Магомеда-Шапи Сулейманова, а на 58 минуте замкнул передачу Тонни Вильены и открыл счёт голам в чемпионате. 28 ноября дебютировал в Лиге Чемпионов УЕФА в матче против «Челси» (0:4), проведя на поле 3 минуты. Вышел на замену в матче против испанской «Севильи» (2:3), сыграв 34 минуты. В сезоне 20/21 стал единственным игроком в России, который успел сыграть во всех 3 профессиональных дивизионах (ФНЛ-2, ФНЛ, РПЛ), также выступил в Лиге Чемпионов.
4 июля 2022 года подписал контракт с армянским «Урарту». 31 июля дебютировал в чемпионате Армении против команды «Арарат-Армения»(1:0). 20 августа Сабуа впервые отличился голом в матче с «Ноа»(6:0).
По итогам 2023 года был признан лучшим футболистом Абхазии.
20 февраля 2025 года перешёл в медийный клуб «Амкал».

## Клубная статистика
По состоянию на 16 ноября 2020 года.
| Выступление      | Выступление      | Выступление      | Лига | Лига | Кубки | Кубки | Еврокубки | Еврокубки | Итого | Итого |
| Клуб             | Лига             | Сезон            | Игры | Голы | Игры  | Голы  | Игры      | Голы      | Игры  | Голы  |
| ---------------- | ---------------- | ---------------- | ---- | ---- | ----- | ----- | --------- | --------- | ----- | ----- |
| → Краснодар-3    | ПФЛ              | 2018/19          | 14   | 4    | —     | —     | —         | —         | 14    | 4     |
| → Краснодар-3    | ПФЛ              | 2020/21          | 1    | 0    | —     | —     | —         | —         | 1     | 0     |
| → Краснодар-3    | Итого            | Итого            | 15   | 4    | 0     | 0     | 0         | 0         | 15    | 4     |
| → Краснодар-2    | ПФЛ              | 2017/18          | 10   | 1    | —     | —     | —         | —         | 10    | 1     |
| → Краснодар-2    | ФНЛ              | 2018/19          | 10   | 0    | —     | —     | —         | —         | 10    | 0     |
| → Краснодар-2    | ФНЛ              | 2019/20          | 18   | 3    | —     | —     | —         | —         | 18    | 3     |
| → Краснодар-2    | ФНЛ              | 2020/21          | 19   | 5    | —     | —     | —         | —         | 19    | 5     |
| → Краснодар-2    | Итого            | Итого            | 57   | 9    | 0     | 0     | 0         | 0         | 57    | 9     |
| Краснодар        | Премьер-лига     | 2020/21          | 2    | 1    | 0     | 0     | 2         | 0         | 4     | 1     |
| Краснодар        | Итого            | Итого            | 2    | 1    | 0     | 0     | 2         | 0         | 4     | 1     |
| Всего за карьеру | Всего за карьеру | Всего за карьеру | 74   | 14   | 0     | 0     | 2         | 0         | 76    | 14    |